# The Kids Are Coming
A The Kids Are Coming az ausztrál Tones and I debütáló EP-je, mely 2019. augusztus 30-án jelent meg. Az EP megjelenését 2019. július 16-án jelentették be, mely egybe esett a Never Seen The Rain című dal megjelenésével.
A 2019-es ausztrál ARIA díjkiosztón az album elnyerte a legjobb független kiadásért járó díjat.

## Számlista
Minden dalt Toni Watson írt. A producer Konstantin Kersting volt.
| 1.    | The Kids Are Coming |  | 3:24 |
| 2.    | Dance Monkey        |  | 3:29 |
| 3.    | Colourblind         |  | 3:26 |
| 4.    | Johnny Run Away     |  | 3:12 |
| 5.    | Jimmy               |  | 3:43 |
| 6.    | Never Seen The Rain |  | 3:20 |
| 20:40 |                     |  |      |

## Slágerlista
| Slágerlista (2016)                        | Legjobb helyezés |
| ----------------------------------------- | ---------------- |
| Australia Albums (ARIA)                   | 3                |
| Australian Independent Label Albums (AIR) | 1                |
| Austria Albums (Ö3 Austria)               | 60               |
| Belgian Albums (Ultratop Flanders)        | 61               |
| (Canadian Albums) (Billboard)             | 10               |
| Danish Albums (Hitlisten)                 | 8                |
| Dutch Albums (Album Top 100)              | 96               |
| Finnish Albums Suomen virallinen lista    | 19               |
| French Albums (SNEP)                      | 31               |
| Irish Albums (IRMA)                       | 40               |
| Italian Albums (FIMI)                     | 72               |
| Latvian Albums (LAIPA)                    | 9                |
| New Zealand Albums (RMNZ)                 | 23               |
| Norwegian Albums (VG-lista)               | 3                |
| Swedish Albums (Sverigetopplistan)        | 15               |
| Swiss Albums (Schweizer Hitparade)        | 100              |
| US Albums (Billboard)                     | 62               |

## Kiadások
| Régió      | Dátum               | Formátum                              | Label                           | Katalógusszám             |
| ---------- | ------------------- | ------------------------------------- | ------------------------------- | ------------------------- |
| Ausztrália | 2019. augusztus 20. | Digitális letöltés, streaming, CD, LP | Bad Batch, Sony Music Australia | 19075979252 / 19075979257 |